# EBU 컬러바

EBU, IBA에서 지원하고 있는 100/0/75/0 형식의 컬러바

EBU 75/0/75/0 컬러바

EBU 100/0/100/0 컬러바로, HD나 UHD 텔레비전에서 기존 SMPTE 컬러바를 대체하기 위한 시험방송용 컬러바이다.

EBU 컬러바(EBU colour bars)는 비디오 신호가 녹음 혹은 전송에 의하여 변경된 상태이거나 그 배경을 사양으로 되돌리기 위해 어떤 조정을 성사시켜야 하는 것을 확인하기 위해 이용하고 있는 테스트 패턴이다. 이와 함께 텔레비전 수상기나 모니터를 설정시켜서 색차나 루마 관련 정보를 정확하게 재현할 때 쓰인다.
대체적으로는 거의 SMPTE 컬러바와 비슷하지만, 해당 패턴은 보통의 NTSC 아날로그 컬러 텔레비전과 관련된 체계를 가지고 있다. 기존의 필립스 PM5544나 텔레풍켄 FuBK와 같은 수많은 테스트 패턴도 역시 EBU 컬러바와 동일한 요소를 가지고 있다.

## 특이 사항
수많은 TV 방송국에서 매일 새벽에 TV 방송이 종료되고 정파를 실시할 때 주로 사용한다. 대표적으로는 EBS english, EBS 플러스 1, EBS 플러스 2, 문화방송 계열의 일부 지역국이나 SBS와 협정을 맺은 청주방송, 매월 1째주 화요일 새벽에만 정파하는 TBS TV 등 일부 방송사에서만 정파 화면을 따로 보여주지만, 어쩔 때에는 SMPTE 컬러바와 동일하게 1,000hz 짜리의 테스트 톤(삐 소리)도 간혹 들어가는 경우도 있다. 예전에는 KBS, SBS, MBC, EBS 등에서도 꽤 사용했던 적이 있다. 또한, 조선민주주의인민공화국의 조선중앙텔레비죤에서도 방송 종료 후 정파 시 EBU 컬러바를 사용하며, 심지어는 일본의 NHK 등 일부 방송사에서도 어쩔 때 간혹 EBU 컬러바를 쓴다.

## 같이 보기
- SMPTE 컬러바
- 인디언 헤드 테스트 패턴(영어판)
- 필립스 PM5544
- 텔레풍켄 FuBK(영어판)
- 유럽 방송 연맹